# Knud Trolle Post
Knud Trolle Post (15. august 1852 på Broksø – 28. februar 1936) var en dansk godsejer og hofjægermester.
Han var søn af hofjægermester Peter Frederik von Post (1803-1878) og hustru født Kaas (af Mur) (1813-1875), var elev (student?) på Herlufsholm og var 1920-25 medejer af Broksø. 1911-14 ejede han Gurrehus, og han ejede desuden sommerhuset Strandvangsgården i Espergærde.
Post var medlem af bestyrelsen for Sparekassen for Næstved og Omegn og for Præstø Amts Landboforening (indtil 1902) og formand for Herlufmagle Højreforening. Han var dekoreret med Frelserordenen.
Post blev gift 17. august 1895 med Johanne Philippa Rosenstand (5. februar 1864 i Aarhus - 1927), datter af grosserer Rosenstand og hustru Thora født Skovgaard.